# Dancing with the Stars (Hoa Kỳ - mùa 11)
Dancing with the Stars đã trở lại cho mùa giải thứ 11 vào ngày 25/1/2015. Dàn thí sinh đã được cho biết trong một tập của chương trình Bachelor Pad, với sự điều khiển của hai người dẫn chương trình Tom Bergeron và Brooke Burke. Có tất cả 12 người nổi tiếng tham gia mùa giải này. Các cặp thí sinh đã được tiết lộ ngày 1/9 (dù sao, Bristol Palin và Mark Ballas cũng đã được cho biết rằng sẽ thành một cặp trước đó ở trên chương trình Good Morning America).
Corky Ballas đã quay lại tham gia chương trình sau mùa giải 7. Đây là mùa giải đầu tiên mà không có sự góp mặt của bất kỳ một vũ công chuyên nghiệp mới nào. Tất cả 12 vũ công, ai cũng đã từng tham gia ít nhất một trong những mùa giải trước đầy. Nữ chuyên nghiệp từng tham gia chương trình suốt từ mùa giải 1 đến 10, Edyta Śliwińska, đã không trở lại tham gia vào mùa giải này.
Len Goodman, Bruno Tonioli, và Carrie Ann Inaba tiếp tục đảm nhiệm vai trò giám khảo của mùa giải này.
Một số thay đổi đã được giới thiệu trong mùa giải này bao gồm: "Tuần âm nhạc", các cặp thí sinh sẽ trình diễn điệu Rumba hoặc Argentine Tango, còn khán giả được gần gũi hơn với sàn nhảy được thiết kế cao và tròn với những giai điệu mê ly; Ở "Tuần nhạc nền TV", mỗi cặp thí sinh sẽ thực hiện một điệu nhảy chưa học mà âm nhạc là nhạc bắt đầu của một bộ phim nào đó; một "Tuần Rock n 'Roll", trong đó các cặp thí sinh phải trình diễn điệu Paso Doble hoặc Tango và nhảy trong vòng thi Marathon Rock n' Roll. Những người được hâm mộ từ các mùa trước cũng đã trở lại để đánh giá các cặp thí sinh, người đã tái hiện những phong cách nhảy yêu thích của họ trong tập thứ 200, những giám khảo này là Hélio Castroneves, Kelly Osbourne, Emmitt Smith, Drew Lachey, Gilles Marini, Mel B. Kristi Yamaguchi và Apolo Ohno cũng từng là đội trưởng các đội nhảy và giúp đỡ nhóm của mình. Yamaguchi là của đội bao gồm Rick & Cheryl, Kyle & Lacey và Bristol & Mark, còn Brandy & Maksim, Jennifer & Derek và Kurt & Anna trong đội của Ohno. Ngoài ra dự kiến là còn một tuần có tên gọi "Biên đạo bất chợt", trong đó các căp thí sinh biên đạo bài nhảy của họ cho một tuần và nhận được âm nhạc cho điệu nhảy Latin sau khi biết kết quả phần thi Standard và chỉ có 45 phút để thực hiện trước khi thi.
Nữ diễn viên Jennifer Grey đã chiến thắng cuộc thi, vượt qua nam đồng nghiệp Kyle Massey và nhà hoạt động xã hội tuổi teen Bristol Palin, làm cho bạn nhảy của mình Derek Hough trở thành vũ công chuyên nghiệp đầu tiên chiến thắng ba lần.

## Các cặp thí sinh
| Người nổi tiếng                 | Nghề nghiệp                                             | Bạn nhảy chuyên nghiệp | Kết quả                      |
| ------------------------------- | ------------------------------------------------------- | ---------------------- | ---------------------------- |
| David Hasselhoff                | Diễn viên & Ca sĩ                                       | Kym Johnson            | Bị loại (I) đêm 21/9/2010    |
| Michael Bolton                  | Ca sĩ                                                   | Chelsie Hightower      | Bị loại (II) đêm 28/9/2010   |
| Margaret Cho                    | Diễn viên                                               | Louis Van Amstel       | Bị loại (III) đêm 5/10/2010  |
| Mike "The Situation" Sorrentino | Ngôi sao của chương trình truyền hình thực tế           | Karina Smirnoff        | Bị loại (IV) đêm 12/10/2010  |
| Florence Henderson              | Diễn viên                                               | Corky Ballas           | Bị loại (V) đêm 19/10/2010   |
| Audrina Patridge                | Ngôi sao của chương trình truyền hình thực tế           | Tony Dovolani          | Bị loại (VI) đêm 26/10/2010  |
| Rick Fox                        | Thành viên Hiệp hội bóng rổ quốc gia (NBA) đã nghỉ hưu  | Cheryl Burke           | Bị loại (VII) đêm 2/11/2010  |
| Kurt Warner                     | Thành viên Liên đoàn bóng đá quốc gia (NFL) đã nghỉ hưu | Anna Trebunskaya       | Bị loại (VIII) đêm 9/11/2010 |
| Brandy                          | Ca sĩ nhạc R&B                                          | Maksim Chmerkovskiy    | Bị loại (IX) đêm 16/112010   |
| Bristol Palin                   | Nhà hoạt động xã hội thiếu niên                         | Mark Ballas            | Về ba đêm 23/11/2010         |
| Kyle Massey                     | Diễn viên Disney Channel                                | Lacey Schwimmer        | Về nhì đêm 23/11/12010       |
| Jennifer Grey                   | Diễn viên                                               | Derek Hough            | Chiến thắng đêm 23/11/2010   |

## Bảng điểm
| Cặp thí sinh           | Vị trí | 1  | 2  | 3  | 4T 1 | 4P 2 | 4T+P 3 | 5  | 6        | 7 4      | 8        | 9        | 10              |
| ---------------------- | ------ | -- | -- | -- | ---- | ---- | ------ | -- | -------- | -------- | -------- | -------- | --------------- |
| Jennifer & Derek       | 1      | 24 | 24 | 24 | 27   | 29   | 56     | 25 | 20+9=29  | 27+37=64 | 27+30=57 | 30+30=60 | 30+30+30+28=118 |
| Kyle & Lacey           | 2      | 23 | 22 | 23 | 18   | 22   | 40     | 20 | 23+7=30  | 24+35=59 | 27+29=56 | 29+29=58 | 27+29+26+28=110 |
| Bristol & Mark         | 3      | 18 | 22 | 19 | 18   | 14   | 32     | 18 | 23+5=28  | 24+33=57 | 24+23=47 | 27+26=53 | 27+25+25+27=104 |
| Brandy & Maksim        | 4      | 23 | 21 | 24 | 22   | 26   | 48     | 27 | 26+10=36 | 27+37=64 | 29+28=57 | 27+30=57 |                 |
| Kurt & Anna            | 5      | 19 | 21 | 23 | 15   | 19   | 34     | 24 | 18+4=22  | 27+34=61 | 24+24=48 |          |                 |
| Rick & Cheryl          | 6      | 22 | 21 | 24 | 19   | 20   | 39     | 24 | 24+6=30  | 24+37=61 |          |          |                 |
| Audrina & Tony         | 7      | 19 | 23 | 26 | 24   | 22   | 46     | 23 | 24+8=32  |          |          |          |                 |
| Florence & Corky       | 8      | 18 | 19 | 20 | 17   | 18   | 35     | 21 |          |          |          |          |                 |
| The Situation & Karina | 9      | 15 | 18 | 20 | 12   | 16   | 28     |    |          |          |          |          |                 |
| Margaret & Louis       | 10     | 15 | 18 | 18 |      |      |        |    |          |          |          |          |                 |
| Michael & Chelsie      | 11     | 16 | 12 |    |      |      |        |    |          |          |          |          |                 |
| David & Kym            | 12     | 15 |    |    |      |      |        |    |          |          |          |          |                 |

Số màu đỏ là điểm thấp nhất của mỗi phần thi.
Số màu xanh là điểm cao nhất của mỗi phần thi.
     Cặp thí sinh bị loại của tuần.
     Cặp thí sinh cuối cùng được gọi tên an toàn.
     Cặp thí sinh thứ hai được gọi tên an toàn từ dưới lên.
     Cặp thí sinh chiến thắng.
     Cặp thí sinh về nhì.
     Cặp thí sinh về ba.
- ^1  Tuần này là Tuần âm nhạc, mỗi cặp thí sinh được chấm hai đầu điểm: điểm Kỹ thuật và điểm Thể hiện. Chữ "T" ở đây là viết tắt của "Technique", nghĩa là "kỹ thuật". Đây là điểm kỹ thuật của mỗi cặp thí sinh.
- ^2  Chữ "P" ở đây là viết tắt của "Performance", nghĩa là "thể hiện". Đây là điểm thể hiện của mỗi cặp thí sinh.
- ^3  Chữ "T" ở đây là viết tắt của "Technique", nghĩa là kỹ thuật. Chữ "P" ở đây là viết tắt của "Performance", nghĩa là "thể hiện". Đây là tổng điểm kỹ thuật và thể hiện của các cặp thí sinh.
- ^4  Tuần này là tuần kỷ niệm tập thứ 200 của DWTS, có sự góp mặt của các giám khảo khách mời khác nhau từng là thí sinh trước đây nên ở phần thi thứ hai, có tất cả bốn giám khảo, tổng số điểm cao nhất mà mỗi thí sinh có thể nhận được là 40 điểm.

- Tuần 1: Jennifer & Derek trình diễn điệu Viennese Waltz và nhận được 24/30 điểm, đưa họ lên vị trí đầu bảng. Ba cặp thí sinh đồng hạng chót là: The Situation & Karina, David & Kym, và Margaret & Louis. David & Kym đã bị loại.
- Tuần 2: Ở tuần này, Jennifer và Derek tiếp tục giữ vị trí nhất bảng điểm với bài Jive. Michael & Chelsie chỉ nhận được 12/30 điểm và điểm 3 thứ hai của chương trình (sau Steve Wozniak ở mùa giải 8), và đã bị loại. Giám khảo Bruno Tonioli đã gây nhiều tranh cãi khi đánh giá đó là bài nhảy tệ nhất trong mùa giải thứ 11.
- Tuần 3: Tất cả các cặp thí sinh, trừ Bristol and Mark, đều nhận được số điểm tương tự hay cao hơn so với tuần trước. Jennifer & Derek đành phải nhường vị trí nhất bảng cho Audrina & Tony vì vẫn chỉ tiếp tục được 24, kém hai điểm so với đối thủ. Margaret & Louis nhận được số điểm thấp nhất cả đêm thi và đã bị loại.
- Tuần 4: Không một cặp nào ngoại trừ Brandy & Maksim và Jennifer & Derek có được số điểm cao hơn của tuần trước. The Situation & Karina đã giảm đi 8 điểm từ điểm cuối cùng của bài nhảy Argentine Tango của họ đúng là một kỷ lục trông thấy. Mặc dù các cặp thí sinh khác nhìn chung đều có điểm số thấp, nhưng Jennifer & Derek đã nhận được số điểm cao nhất với điểm 10 đầu tiên của mùa giải cho phần thể hiện bài thi Argentine Tango. The Situation & Karina nhận được điểm số thấp nhất của đêm 28/60 và đã bị loại.
- Tuần 5: Brandy & Maksim lên dẫn đầu bảng với 27 cho bài nhảy Quickstep. Jennifer & Derek bị tụt xuống hạng nhì lần thứ hai trong mùa giải. Bristol & Mark đứng hạng chót với 18 cho bài Jive. Florence & Corky đã bị loại, làm cho đây là tuần đầu tiên mà cặp thí sinh có số điểm thấp nhất từ ban giám khảo lại không bị loại.
- Tuần 6: Brandy & Maksim tiếp tục đứng nhất bảng điểm với 26 điểm ở bài nhảy Tango và 10 điểm trọn vẹn ở vòng thi "Marathon Rock n' Roll (Rock n' Roll Marathon)". Có nhiều cặp thí sinh đã cải thiện được số điểm của mình, nhất là Bristol & Mark đã tăng lên 5 điểm từ tuần 5 là 18, tuần này là 23 điểm cho bài nhảy Tango. Thay vào đó, Jennifer & Derek lại bị tụt đi 5 điểm, làm cho đây là tuần đầu tiên họ không ở trong Top 2 mà nằm trong Bottom 2! Kurt & Anna đứng hạng chót với 18 điểm với bài nhảy Paso Doble, thấp hơn đến 6 điểm so với tuần 5, và 4 điểm cho vòng thi Marathon Rock n' Roll. Audrina & Tony, đứng ở vị trí thứ 2 lại bị loại bất ngờ. Đây là tuần thứ hai mà cặp thí sinh có số điểm thấp nhất từ ban giám khảo lại không bị loại.
- Tuần 7: Đội Kristi (Rick & Cheryl, Bristol & Mark, và Kyle & Lacey) và đội Apolo (Brandy & Maksim, Jennifer & Derek, và Kurt & Anna) đã đấu với nhau. Đội Apolo chiến thắng với 27/30 điểm còn đội Kristi chỉ nhận được 24/30 điểm. Sau phần thi đó là phần thi riêng, Brandy & Maks và Jennifer & Derek cùng dẫn đầu với tổng số điểm hai phần là 64/70. Bristol & Mark đứng hạng chót với 57/70 điểm. Rick & Cheryl bị loại bất ngờ, trong khi họ đang dẫn vị trí thứ 3 về điểm của giám khảo và có số điểm phần thi riêng cao nhất, cùng với Brandy & Maksim và Jennifer & Derek. Đây là tuần thứ ba mà cặp thí sinh có số điểm thấp nhất từ ban giám khảo lại không bị loại.
- Tuần 8: Tất cả các cặp thí sinh đều phải trình diễn hai điệu nhảy chưa học và chỉ được nhận phần âm nhạc cho bài thi Latin (thứ hai) sau phần thi Standard và có 40 phút để biên đạo bài nhảy đó. Brandy & Maksim đã nhận được số điểm cao nhất cho phần thi điệu Waltz với 29/30 điểm. Kyle & Lacey đồng thời cũng nhận được số điểm cao nhất của họ cho bài Jive với 29/30. Jennifer & Derek đã nhận được số điểm hoàn hảo đầu tiên của mùa giải (30) với bài nhảy Rumba. Bristol & Mark tiếp tục đứng ở hạng chót một lần nữa với tổng điểm 47/60. Kurt & Anna đã bị loại, làm cho đây là lần thứ ba Bristol & Mark thoát khỏi việc bị loại mặc dù đứng bét bảng điểm.
- Tuần 9: Mỗi người nổi tiếng phải có một phần nhảy solo trong bài nhảy Latin. Jennifer & Derek nhận được hai số điểm hoàn hảo, 60/60, và dẫn đầu bảng. Bristol & Mark nhận được số điểm cao nhất của mùa giải, 27/30 cho bài nhảy Paso Doble, nhưng vẫn chỉ đứng ở vị trí chót với tổng điểm 53/60. Brandy & Maksim bị loại vô cùng bất ngờ mặc dù đã nhận được số điểm hoàn hảo cho phần nhảy Argentine Tango và còn được mời diễn lại ở đêm kết quả. Đây là lần thứ tư Bristol & Mark thoát khỏi việc bị loại mặc dù đứng bét bảng điểm.
- Tuần 10: Đêm thứ nhất, mỗi cặp thí sinh phải trình diễn một điệu nhảy cho giám khảo chọn và một bài nhảy freestyle (tự do). Jennifer & Derek đã nhận được hai số điểm hoàn hảo, một cho bài Paso Doble và một cho bài Freestyle. Kyle & Lacey chỉ nhận được 27/30 điểm khi phải thi điệu Foxtrot và 29/30 cho bài freestyle. Bristol & Mark đã nhận được 27/30 điểm cho bài thi Jive và 25/30 cho phần thi freestyle. Jennifer & Derek đã đứng nhất bảng đêm đầu tiên, trong khi Bristol & Mark tiếp tục phải đứng hạng chót. Đêm thứ 2, mỗi cặp thí sinh được chọn điệu nhảy Standard mà họ yêu thích nhất trong mùa giải để nhảy lại và một phần thi nhảy Cha-Cha-Cha bất chợt tập thể. Kyle & Lacey thi đầu tiên, chọn điệu Tango và được 26/30 điểm, Bristol & Mark diễn thứ hai, cũng chọn điệu Tango và được 25/30 điểm. Jennifer & Derek với bài thi Viennese Waltz từ đêm thứ 1 đã nhận được số điểm tối đa. Ở phần thi Cha-Cha-Cha bất chợt tập thể. Cả Jennifer & Derek và Kyle & Lacey đều nhận được 28/30, còn Bristol & Mark chỉ nhận được 27/30. Kết quả chung cuộc Bristol & Mark đã bị loại và về ba, Kyle & Lacey về nhì, và Jennifer & Derek đã đăng quang ngôi vị vô địch mùa giải 11. Đây là lần thứ ba Derek Hough chiến thắng DWTS, và là vũ công chuyên nghiệp đầu tiên làm được điều đó đồng thời là một trong những chuyên nghiệp chiến thắng 2 mùa giải liên tiếp.

## Màn trình diễn cao điểm nhất và thấp điểm nhất
Màn trình diễn cao điểm nhất và thấp điểm nhất được đánh giá dựa trên số điểm của ban giám khảo:
| Vũ điệu                             | Xuất sắc nhất                    | Điểm số | Kém nhất                           | Điểm số |
| ----------------------------------- | -------------------------------- | ------- | ---------------------------------- | ------- |
| Cha Cha Cha                         | Jennifer Grey                    | 30      | The Situation David Hasselhoff     | 15      |
| Viennese Waltz                      | Jennifer Grey                    | 30      | Margaret Cho                       | 15      |
| Jive                                | Kyle Massey                      | 29      | Michael Bolton                     | 12      |
| Quickstep                           | Brandy Rick Fox Jennifer Grey    | 27      | The Situation                      | 18      |
| Samba                               | Kyle Massey                      | 29      | Margaret Cho                       | 18      |
| Waltz                               | Jennifer Grey                    | 30      | Florence Henderson                 | 20      |
| Foxtrot                             | Brandy                           | 28      | Bristol Palin                      | 19      |
| Rumba                               | Jennifer Grey                    | 30      | Bristol Palin                      | 14      |
| Argentine Tango                     | Brandy                           | 30      | The Situation                      | 12      |
| Tango                               | Jennifer Grey                    | 27      | Florence Henderson                 | 21      |
| Paso Doble                          | Jennifer Grey                    | 30      | Kurt Warner                        | 18      |
| Marathon Rock 'n' Roll              | Brandy                           | 10      | Kurt Warner                        | 4       |
| Nhảy theo đội điệu Cha Cha Cha      | Brandy Jennifer Grey Kurt Warner | 27      | Bristol Palin Kyle Massey Rick Fox | 24      |
| Freestyle                           | Jennifer Grey                    | 30      | Bristol Palin                      | 25      |
| Thử thách nhảy Cha Cha Cha bất chợt | Kyle Massey Jennifer Grey        | 28      | Bristol Palin                      | 27      |

Jennifer Grey và Derek Hough là cặp thí sinh có số số điểm hoàn hảo nhiều nhất trong tất cả các mùa giải. Họ đã nhận được tất cả sáu số điểm hoàn hảo.
Họ cùng cặp thí sinh Brandy & Maksim là 2 cặp thí sinh duy nhất trong mùa giải nhận được số điểm hoàn hảo. (Grey có 6 còn Brandy có 1)

## Điểm trung bình
Lưu ý: Trong bảng điểm này không có tính:
- Điểm của phần thi Marathon Rock n' Roll.
- Điểm do giám khảo khách mời chấm trong phần thi cá nhân của tuần 7.

| Xếp hạng điểm trung bình | Vị trí | Cặp thí sinh           | Tổng điểm | Số điệu nhảy | Điểm trung bình |
| ------------------------ | ------ | ---------------------- | --------- | ------------ | --------------- |
| 1                        | 1      | Jennifer & Derek       | 462       | 17           | 27.2            |
| 2                        | 4      | Brandy & Maksim        | 338       | 13           | 26.0            |
| 3                        | 2      | Kyle & Lacey           | 424       | 17           | 24.9            |
| 4                        | 6      | Rick & Cheryl          | 205       | 9            | 22.8            |
| 5                        | 3      | Bristol & Mark         | 384       | 17           | 22.6            |
| 6                        | 7      | Audrina & Tony         | 161       | 7            | 23.0            |
| 7                        | 5      | Kurt & Anna            | 238       | 11           | 21.6            |
| 8                        | 8      | Florence & Corky       | 113       | 6            | 18.8            |
| 9                        | 10     | Margaret & Louis       | 51        | 3            | 17.0            |
| 10                       | 9      | The Situation & Karina | 81        | 5            | 16.2            |
| 11                       | 12     | David & Kym            | 15        | 1            | 15.0            |
| 12                       | 11     | Michael & Chelsie      | 28        | 2            | 14.0            |

## Điểm tốt nhất và kém nhất của mỗi cặp thí sinh
| Cặp thí sinh           | Điệu nhảy có điểm cao nhất                                                       | Điệu nhảy có điểm thấp nhất     |
| ---------------------- | -------------------------------------------------------------------------------- | ------------------------------- |
| Jennifer & Derek       | Rumba, Cha-Cha-Cha, Waltz, Paso Doble [tuần 10], Freestyle & Viennese Waltz (30) | Paso Doble [tuần 6] (20)        |
| Kyle & Lacey           | Jive, Samba, Argentine Tango & Freestyle (29)                                    | Rumba (Kỹ thuật) (18)           |
| Bristol & Mark         | Paso Doble, Jive [tuần 10] & Thử thách nhảy Cha-Cha bất chợt (27)                | Rumba (Thể hiện) (14)           |
| Brandy & Maksim        | Argentine Tango (30)                                                             | Jive (21)                       |
| Kurt & Anna            | Cha-Cha-Cha (với đội Apolo) (27)                                                 | Rumba (Kỹ thuật) (15)           |
| Rick & Cheryl          | Quickstep (27)                                                                   | Argentine Tango (Kỹ thuật) (19) |
| Audrina & Tony         | Waltz (26)                                                                       | Cha-Cha-Cha (19)                |
| Florence & Corky       | Tango (21)                                                                       | Rumba (Kỹ thuật) (17)           |
| The Situation & Karina | Foxtrot (20)                                                                     | Argentine Tango (Kỹ thuật) (12) |
| Margaret & Louis       | Jive & Samba (18)                                                                | Viennese Waltz (15)             |
| Michael & Chelsie      | Viennese Waltz (16)                                                              | Jive (12)                       |
| David & Kym            | Cha-Cha-Cha (15)                                                                 | Cha-Cha-Cha (15)                |

## Phong cách, điểm số và bài hát
Bài nhảy này được Ban giám khảo mời trình diễn lại (từ tuần 2 đến 9).
     Cặp thí sinh bị loại (từ tuần 1 đến 9).
     Cặp thí sinh chiến thắng cuộc thi (tuần 10).
     Cặp thí sinh về nhì cuộc thi (tuần 10).
     Cặp thí sinh về ba cuộc thi (tuần 10).

### Tuần 1
Điểm số các thí sinh nhận được từ hội đồng giám khảo được xếp theo thứ tự từ trái sang phải như sau: Carrie Ann Inaba, Len Goodman, Bruno Tonioli.
Xếp theo thứ tự trình diễn
| Cặp thí sinh           | Điểm số    | Phong cách     | Âm nhạc                                                  |
| ---------------------- | ---------- | -------------- | -------------------------------------------------------- |
| Audrina & Tony         | 19 (6,7,6) | Cha-Cha-Cha    | "California Gurls" — Katy Perry hợp tác với Snoop Dogg   |
| Kurt & Anna            | 19 (7,5,7) | Viennese Waltz | "This Ain't a Love Song" — Bon Jovi                      |
| Kyle & Lacey           | 23 (8,7,8) | Cha-Cha-Cha    | "My First Kiss" — 3OH!3 hát với Ke$ha                    |
| Rick & Cheryl          | 22 (8,7,7) | Viennese Waltz | "Crazy" — Aerosmith                                      |
| Margaret & Louis       | 15 (5,5,5) | Viennese Waltz | "We Are the Champions" — Queen                           |
| Brandy & Maksim        | 23 (7,8,8) | Viennese Waltz | "Cry Me Out" — Pixie Lott                                |
| Bristol & Mark         | 18 (6,6,6) | Cha-Cha-Cha    | "Mama Told Me (Not to Come)" — Tom Jones & Stereophonics |
| Florence & Corky       | 18 (6,6,6) | Cha-Cha-Cha    | "Kiss Me, Honey Honey, Kiss Me" — Shirley Bassey         |
| Michael & Chelsie      | 16 (6,5,5) | Viennese Waltz | "Life After You" — Daughtry                              |
| The Situation & Karina | 15 (5,5,5) | Cha-Cha-Cha    | "Break Your Heart" — Taio Cruz                           |
| Jennifer & Derek       | 24 (8,8,8) | Viennese Waltz | "These Arms of Mine" — Otis Redding                      |
| David & Kym            | 15 (5,5,5) | Cha-Cha-Cha    | "Sex Bomb" — Tom Jones                                   |

### Tuần 2
Điểm số các thí sinh nhận được từ hội đồng giám khảo được xếp theo thứ tự từ trái sang phải như sau: Carrie Ann Inaba, Len Goodman, Bruno Tonioli.
Xếp theo thứ tự trình diễn
| Cặp thí sinh           | Điểm số    | Phong cách | Âm nhạc                                                         |
| ---------------------- | ---------- | ---------- | --------------------------------------------------------------- |
| Rick & Cheryl          | 21 (7,7,7) | Jive       | "Tush" — ZZ Top                                                 |
| Florence & Corky       | 19 (7,6,6) | Quickstep  | "Suddenly I See" — KT Tunstall                                  |
| Brandy & Maksim        | 21 (7,7,7) | Jive       | "Magic" — B.o.B                                                 |
| Michael & Chelsie      | 12 (4,5,3) | Jive       | "Hound Dog" — Elvis Presley                                     |
| Audrina & Tony         | 23 (8,8,7) | Quickstep  | "Love Machine" — Girls Aloud                                    |
| Jennifer & Derek       | 24 (8,8,8) | Jive       | "Shake It" — Metro Station                                      |
| Margaret & Louis       | 18 (6,6,6) | Jive       | "Dreaming" — Blondie                                            |
| Kyle & Lacey           | 22 (8,7,7) | Quickstep  | "(If You're Wondering If I Want You to) I Want You to" — Weezer |
| Kurt & Anna            | 21 (7,7,7) | Jive       | "Danger Zone" — Kenny Loggins                                   |
| The Situation & Karina | 18 (6,6,6) | Quickstep  | "Americano" — The Brian Setzer Orchestra                        |
| Bristol & Mark         | 22 (7,8,7) | Quickstep  | "You Can't Hurry Love" — The Supremes                           |

### Tuần 3
Tuần kể chuyện
Điểm số các thí sinh nhận được từ hội đồng giám khảo được xếp theo thứ tự từ trái sang phải như sau: Carrie Ann Inaba, Len Goodman, Bruno Tonioli.
Xếp theo thứ tự trình diễn
| Cặp thí sinh           | Điểm số    | Phong cách | Âm nhạc                                                   |
| ---------------------- | ---------- | ---------- | --------------------------------------------------------- |
| Jennifer & Derek       | 24 (8,8,8) | Samba      | "A Little Respect" — Erasure                              |
| Florence & Corky       | 20 (7,6,7) | Waltz      | "Edelweiss" — Vince Hill                                  |
| Kurt & Anna            | 23 (8,8,7) | Foxtrot    | "Bad Day" — Daniel Powter                                 |
| Margaret & Louis       | 18 (6,6,6) | Samba      | "Copacabana"—Barry Manilow                                |
| Audrina & Tony         | 26 (8,9,9) | Waltz      | "Let It Be Me" — Ray LaMontagne                           |
| Bristol & Mark         | 19 (6,6,7) | Foxtrot    | "Just the Way You Are" — Bruno Mars                       |
| Brandy & Maksim        | 24 (8,8,8) | Samba      | "Put It in a Love Song" — Alicia Keys hợp tác với Beyoncé |
| Kyle & Lacey           | 23 (8,7,8) | Waltz      | "Falling In Love At a Coffee Shop" — Landon Pigg          |
| The Situation & Karina | 20 (7,6,7) | Foxtrot    | "Boom Boom Pow" — The Black Eyed Peas                     |
| Rick & Cheryl          | 24 (8,8,8) | Samba      | "Whine Up" — Kat DeLuna hợp tác với Elephant Man          |

### Tuần 4
Tuần âm nhạc & điểm đôi
Điểm số các thí sinh nhận được từ hội đồng giám khảo được xếp theo thứ tự từ trái sang phải như sau: Carrie Ann Inaba, Len Goodman, Bruno Tonioli.
Xếp theo thứ tự trình diễn
| Cặp thí sinh           | Điểm kỹ thuật | Điểm thể hiên | Phong cách      | Âm nhạc                                          |
| ---------------------- | ------------- | ------------- | --------------- | ------------------------------------------------ |
| Kurt & Anna            | 15 (5,5,5)    | 19 (7,6,6)    | Rumba           | "Drops of Jupiter" — Train                       |
| Brandy & Maksim        | 22 (7,8,7)    | 26 (9,8,9)    | Rumba           | "This Woman's Work" — Kate Bush                  |
| Rick & Cheryl          | 19 (6,7,6)    | 20 (6,7,7)    | Argentine Tango | "Violentango" — Astor Piazzola                   |
| Kyle & Lacey           | 18 (6,6,6)    | 22 (8,7,7)    | Rumba           | "Nothin' on You" — B.o.B. hợp tác với Bruno Mars |
| The Situation & Karina | 12 (4,4,4)    | 16 (6,5,5)    | Argentine Tango | "Sweet Dreams" — Tanghetto                       |
| Florence & Corky       | 17 (6,6,5)    | 18 (6,6,6)    | Rumba           | "Yesterday" — The Beatles                        |
| Jennifer & Derek       | 27 (9,9,9)    | 29 (10,9,10)  | Argentine Tango | "La Cumparsita" — Gerardo Matos Rodríguez        |
| Bristol & Mark         | 18 (6,6,6)    | 14 (4,5,5)    | Rumba           | "Umbrella" — Rihanna hợp tác với Jay-Z           |
| Audrina & Tony         | 24 (8,8,8)    | 22 (8,7,7)    | Argentine Tango | "Somebody to Love" — Jefferson Airplane          |

### Tuần 5
Tuần nhạc nền TV
Điểm số các thí sinh nhận được từ hội đồng giám khảo được xếp theo thứ tự từ trái sang phải như sau: Carrie Ann Inaba, Len Goodman, Bruno Tonioli.
Xếp theo thứ tự trình diễn
| Cặp thí sinh     | Điểm số    | Phong cách | Âm nhạc                                                                 |
| ---------------- | ---------- | ---------- | ----------------------------------------------------------------------- |
| Brandy & Maksim  | 27 (9,9,9) | Quickstep  | "I'll Be There for You" — The Rembrandts trong Những người bạn          |
| Florence & Corky | 21 (7,7,7) | Tango      | do Peppermint Trolley Company thể hiện trong The Brady Bunch            |
| Kurt & Anna      | 24 (8,8,8) | Quickstep  | do The Hit Crew sáng tác trong phim Bewitched                           |
| Audrina & Tony   | 23 (7,8,8) | Rumba      | "Unwritten" — Natasha Bedingfield trong The Hills                       |
| Kyle & Lacey     | 20 (8,5,7) | Foxtrot    | do The Hit Crew sáng tác trong Charlie's Angels                         |
| Rick & Cheryl    | 24 (8,8,8) | Rumba      | do Mike Post hợp tác với Larry Carlton sáng tác trong Hill Street Blues |
| Bristol & Mark   | 18 (6,6,6) | Jive       | "(Theme From) The Monkees" — The Monkees trong The Monkees              |
| Jennifer & Derek | 25 (8,8,9) | Foxtrot    | "Love and Marriage" — Frank Sinatra trong Married... with Children      |

### Tuần 6
Tuần nhạc Rock n' Roll
Điểm số các thí sinh nhận được từ hội đồng giám khảo được xếp theo thứ tự từ trái sang phải như sau: Carrie Ann Inaba, Len Goodman, Bruno Tonioli.
Xếp theo thứ tự trình diễn
| Cặp thí sinh                                                                                          | Điểm số        | Phong cách            | Âm nhạc                                 |
| --- | -------------- | --------------------- | --------------------------------------- |
| Audrina & Tony                                                                                        | 24 (8,8,8)     | Paso Doble            | "Another One Bites the Dust" — Queen    |
| Kyle & Lacey                                                                                          | 23 (8,7,8)     | Tango                 | "If I Had You" — Adam Lambert           |
| Jennifer & Derek                                                                                      | 20 (6,7,7)     | Paso Doble            | "So What" — Pink                        |
| Rick & Cheryl                                                                                         | 24 (8,8,8)     | Tango                 | "You Really Got Me" — The Kinks         |
| Bristol & Mark                                                                                        | 23 (8,7,8)     | Tango                 | "According to You" — Orianthi           |
| Kurt & Anna                                                                                           | 18 (6,6,6)     | Paso Doble            | "The Final Countdown" — Europe          |
| Brandy & Maksim                                                                                       | 26 (8,9,9)     | Tango                 | "Holding Out for a Hero" — Bonnie Tyler |
| Kurt & Anna Bristol & Mark Rick & Cheryl Kyle & Lacey Audrina & Tony Jennifer & Derek Brandy & Maksim | 4 5 6 7 8 9 10 | Marathon Rock n' Roll | "La Grange" — ZZ Top                    |

### Tuần 7
Những điệu nhảy mẫu & Nhảy theo đội
Điểm số các thí sinh nhận được từ hội đồng giám khảo được xếp theo thứ tự từ trái sang phải như sau: Giám khảo khách mời (tùy theo điệu nhảy mà mỗi cặp thể hiện), Carrie Ann Inaba, Len Goodman, Bruno Tonioli.
Xếp theo thứ tự trình diễn
| Cặp thí sinh                                 | Điểm số       | Phong cách             | Âm nhạc                                   | Đội trưởng/ Giám khảo khách mời |
| -------------------------------------------- | ------------- | ---------------------- | ----------------------------------------- | ------------------------------- |
| Bristol & Mark Kyle & Lacey Rick & Cheryl    | 24 (8,8,8)    | Cha-Cha-Cha (theo đội) | "Workin' Day and Night" — Michael Jackson | Kristi Yamaguchi                |
| Brandy & Maksim Jennifer & Derek Kurt & Anna | 27 (9,9,9)    | Cha-Cha-Cha (theo đội) | "Bust a Move" — Young MC                  | Apolo Anton Ohno                |
| Kyle & Lacey                                 | 35 (10,9,8,8) | Paso Doble             | "Free Your Mind" — En Vogue               | Mel B                           |
| Kurt & Anna                                  | 34 (10,8,8,8) | Tango                  | "Simply Irresistible" — Robert Palmer     | Emmitt Smith                    |
| Bristol & Mark                               | 33 (9,8,8,8)  | Viennese Waltz         | "Trouble" — Ray LaMontagne                | Kelly Osbourne                  |
| Rick & Cheryl                                | 37 (10,9,9,9) | Quickstep              | "Hey Pachuco" — Royal Crown Revue         | Hélio Castroneves               |
| Brandy & Maksim                              | 37 (9,9,10,9) | Foxtrot                | "Fever" — Peggy Lee                       | Gilles Marini                   |
| Jennifer & Derek                             | 37 (10,9,9,9) | Tango                  | "Shut Up" — The Black Eyed Peas           | Drew Lachey                     |

- Kelly Osbourne và Gilles Marini là hai giám khảo khách mời duy nhất không cho thí sinh của mình 10 điểm.

### Tuần 8
Tuần biên đạo bất chợt (Instant Choreography Week)
Điểm số các thí sinh nhận được từ hội đồng giám khảo được xếp theo thứ tự từ trái sang phải như sau: Carrie Ann Inaba, Len Goodman, Bruno Tonioli.
Xếp theo thứ tự trình diễn
| Cặp thí sinh     | Điểm số       | Phong cách      | Âm nhạc                                                        |
| ---------------- | ------------- | --------------- | -------------------------------------------------------------- |
| Kyle & Lacey     | 27 (9,9,9)    | Viennese Waltz  | "Breathe (2 AM)" — Anna Nalick                                 |
| Kyle & Lacey     | 29 (10,9,10)  | Jive            | "Good Golly Miss Molly" — Little Richard                       |
| Jennifer & Derek | 27 (9,9,9)    | Quickstep       | "Let's Face the Music and Dance" — Nat King Cole               |
| Jennifer & Derek | 30 (10,10,10) | Rumba           | "Waiting for a Girl Like You" — Foreigner                      |
| Kurt & Anna      | 24 (8,8,8)    | Waltz           | "Take It to the Limit" — The Eagles                            |
| Kurt & Anna      | 24 (8,8,8)    | Cha-Cha-Cha     | "Hella Good" — No Doubt                                        |
| Bristol & Mark   | 24 (8,8,8)    | Argentine Tango | "Buttons" — Pussycat Dolls                                     |
| Bristol & Mark   | 23 (7,8,8)    | Samba           | "Mas Que Nada" — Sérgio Mendes hợp tác với The Black Eyed Peas |
| Brandy & Maksim  | 29 (9,10,10)  | Waltz           | "Dark Waltz" — Hayley Westenra                                 |
| Brandy & Maksim  | 28 (9,9,10)   | Cha-Cha-Cha     | "Teenage Dream" — Katy Perry                                   |

### Tuần 9
Điểm số các thí sinh nhận được từ hội đồng giám khảo được xếp theo thứ tự từ trái sang phải như sau: Carrie Ann Inaba, Len Goodman, Bruno Tonioli.
Xếp theo thứ tự trình diễn
| Cặp thí sinh     | Điểm số       | Phong cách      | Âm nhạc                                                       |
| ---------------- | ------------- | --------------- | ------------------------------------------------------------- |
| Brandy & Maksim  | 27 (9,9,9)    | Paso Doble      | "Firework" — Katy Perry                                       |
| Brandy & Maksim  | 30 (10,10,10) | Argentine Tango | "Taquito Militar" — Conjunto Tipico del Tango                 |
| Jennifer & Derek | 30 (10,10,10) | Cha-Cha-Cha     | "Mercy" — Duffy                                               |
| Jennifer & Derek | 30 (10,10,10) | Waltz           | "Way Over Yonder" — Carole King                               |
| Bristol & Mark   | 27 (9,9,9)    | Paso Doble      | "Gimme More" — Britney Spears                                 |
| Bristol & Mark   | 26 (8,9,9)    | Waltz           | "Mary Goes to Jesus" — trong phim The Passion of the Christ   |
| Kyle & Lacey     | 29 (10,9,10)  | Samba           | "She's Got Me Dancing" — Tommy Sparks                         |
| Kyle & Lacey     | 29 (10,9,10)  | Argentine Tango | "Jai Ho! (You Are My Destiny)" — A.R. Rahman & Pussycat Dolls |

### Tuần 10
Điểm số các thí sinh nhận được từ hội đồng giám khảo được xếp theo thứ tự từ trái sang phải như sau: Carrie Ann Inaba, Len Goodman, Bruno Tonioli.
Đêm 1
Xếp theo thứ tự trình diễn
| Cặp thí sinh     | Điểm số       | Phong cách                                | Âm nhạc                                         |
| ---------------- | ------------- | ----------------------------------------- | ----------------------------------------------- |
| Kyle & Lacey     | 27 (9,9,9)    | Foxtrot (giám khảo Len giúp đỡ)           | "Feeling Good" — Nina Simone                    |
| Kyle & Lacey     | 29 (10,9,10)  | Freestyle                                 | "Tootsee Roll" — 69 Boyz                        |
| Bristol & Mark   | 27 (9,9,9)    | Jive (giám khảo Bruno giúp đỡ)            | "Move" — The Dreamettes                         |
| Bristol & Mark   | 25 (8,9,8)    | Freestyle                                 | "Cell Block Tango" — trong vở nhạc kịch Chicago |
| Jennifer & Derek | 30 (10,10,10) | Paso Doble (giám khảo Carrie Ann giúp đỡ) | "Habañera" — Charlotte Church                   |
| Jennifer & Derek | 30 (10,10,10) | Freestyle                                 | "Do You Love Me?" — The Contours                |

Đêm 2
Xếp theo thứ tự trình diễn
| Cặp thí sinh     | Điểm số       | Phong cách     | Âm nhạc                             |
| ---------------- | ------------- | -------------- | ----------------------------------- |
| Kyle & Lacey     | 26 (9,8,9)    | Tango          | "If I Had You" — Adam Lambert       |
| Bristol & Mark   | 25 (8,9,8)    | Tango          | "According to You" — Orianthi       |
| Jennifer & Derek | 30 (10,10,10) | Viennese Waltz | "These Arms of Mine" — Otis Redding |
| Kyle & Lacey     | 28 (9,9,10)   | Cha-Cha-Cha    | "Raise Your Glass" — Pink           |
| Jennifer & Derek | 28 (9,9,10)   | Cha-Cha-Cha    | "Raise Your Glass" — Pink           |
| Bristol & Mark   | 27 (9,9,9)    | Cha-Cha-Cha    | "Raise Your Glass" — Pink           |

Màn trình diễn của những cặp thí sinh đã bị loại
| Thứ tự | Cặp thí sinh                      | Phong cách  | Âm nhạc                                                             |
| ------ | --------------------------------- | ----------- | ------------------------------------------------------------------- |
| 1      | David & Kym                       | Cha-Cha-Cha | "I'm Always Here" — Jimi Jamison                                    |
| 2      | The Situation & Karina            | Cha-Cha-Cha | "I'm Too Sexy" — Right Said Fred                                    |
| 3      | Florence & Corky Margaret & Louis | Samba       | "Copacabana" — Barry Manilow                                        |
| 4      | Rick & Cheryl Kurt & Anna         | Paso Doble  | "Eye of the Tiger" — Survivor                                       |
| 5      | Brandy & Maks                     | Quickstep   | "I'll Be There for You" — The Rembrandts trong phim Những người bạn |

- Phần thi Thử thách nhảy Cha-Cha-Cha bất chợt của Top 3, thí sinh bốc thăm số thứ tự nhảy và thực hiện sau những màn trình diễn của các thí sinh đã bị loại.
- Ở phần thi những bài nhảy yêu thích của mỗi cặp thí sinh, các giám khảo sẽ xem tất cả họ biểu diễn trước rồi mời cho điểm. Giám khảo sẽ so sánh giữa ba cặp nhảy, đối với mỗi giám khảo, cặp nào nhảy kém nhất sẽ được 8 điểm, trung bình là 9 điểm và tốt nhất là 10 điểm. Không ai được phép cho điểm ít hơn hay nhiều hơn ba con số đó và không có điểm của cặp nào giống với cặp nào.

## Thứ tự gọi tên
Đây là bảng ghi thứ tự tên các cặp thí sinh được gọi tên an toàn và bị loại của hai người dẫn chương trình Bergeron và Burke
| Thứ tự | 1                      | 2                      | 3                      | 4                      | 5                | 6                | 7                | 8                | 9                | 10               |
| ------ | ---------------------- | ---------------------- | ---------------------- | ---------------------- | ---------------- | ---------------- | ---------------- | ---------------- | ---------------- | ---------------- |
| 1      | Michael & Chelsie      | Kyle & Lacey           | Audrina & Tony         | Audrina & Tony         | Kyle & Lacey     | Kurt & Anna      | Brandy & Maks    | Kyle & Lacey     | Jennifer & Derek | Jennifer & Derek |
| 2      | Margaret & Louis       | Florence & Corky       | Kurt & Anna            | Brandy & Maks          | Bristol & Mark   | Bristol & Mark   | Jennifer & Derek | Jennifer & Derek | Kyle & Lacey     | Kyle & Lacey     |
| 3      | Jennifer & Derek       | Bristol & Mark         | Jennifer & Derek       | Jennifer & Derek       | Brandy & Maks    | Rick & Cheryl    | Kurt & Anna      | Bristol & Mark   | Bristol & Mark   | Bristol & Mark   |
| 4      | Rick & Cheryl          | Audrina & Tony         | Brandy & Maks          | Kyle & Lacey           | Kurt & Anna      | Brandy & Maks    | Bristol & Mark   | Brandy & Maks    | Brandy & Maks    |                  |
| 5      | Audrina & Tony         | Jennifer & Derek       | The Situation & Karina | Rick & Cheryl          | Audrina & Tony   | Kyle & Lacey     | Kyle & Lacey     | Kurt & Anna      |                  |                  |
| 6      | Florence & Corky       | Margaret & Louis       | Florence & Corky       | Florence & Corky       | Jennifer & Derek | Jennifer & Derek | Rick & Cheryl    |                  |                  |                  |
| 7      | Brandy & Maks          | Kurt & Anna            | Kyle & Lacey           | Kurt & Anna            | Rick & Cheryl    | Audrina & Tony   |                  |                  |                  |                  |
| 8      | Bristol & Mark         | Rick & Cheryl          | Rick & Cheryl          | Bristol & Mark         | Florence & Corky |                  |                  |                  |                  |                  |
| 9      | Kurt & Anna            | Brandy & Maks          | Bristol & Mark         | The Situation & Karina |                  |                  |                  |                  |                  |                  |
| 10     | The Situation & Karina | The Situation & Karina | Margaret & Louis       |                        |                  |                  |                  |                  |                  |                  |
| 11     | Kyle & Lacey           | Michael & Chelsie      |                        |                        |                  |                  |                  |                  |                  |                  |
| 12     | David & Kym            |                        |                        |                        |                  |                  |                  |                  |                  |                  |

     Cặp thí sinh có số điểm cao nhất từ Hội đồng giám khảo trong tuần.
     Cặp thí sinh có số điểm cao nhất từ Hội đồng giám khảo trong tuần và được mời trình diễn lại bài nhảy của mình.
     Cặp thí sinh được mời trình diễn lại bài nhảy của mình.
     Cặp thí sinh được mời trình diễn lại bài nhảy của mình nhưng bị loại.
     Cặp thí sinh có số điểm thấp nhất từ Hội đồng giám khảo trong tuần.
     Cặp thí sinh có số điểm thấp nhất từ Hội đồng giám khảo trong tuần và bị loại.
     Cặp thí sinh bị loại.
     Cặp thí sinh chiến thắng cuộc thi.
     Cặp thí sinh về nhì cuộc thi.
     Cặp thí sinh về ba cuộc thi.

## Lịch diễn
- Tuần 1: Cha-Cha-Cha hoặc Viennese Waltz
- Tuần 2: Jive hoặc Quickstep
- Tuần 3: Tuần kể chuyện (Storytelling Week) — Samba, Foxtrot hoặc Waltz
- Tuần 4: Tuần âm nhạc & điểm đôi (Acoustic Week + Double Score Showdown) — Rumba hoặc Argentine Tango
- Tuần 5: Tuần nhạc nền TV (TV Theme Week) — Một điệu nhảy chưa học
- Tuần 6: Tuần nhạc Rock n' Roll (Rock n' Roll Week) — Paso Doble hoặc Tango & Marathon Rock n' Roll (Rock n' Roll Marathon)
- Tuần 7: Nhảy theo đội điệu Cha-Cha-Cha (có một đội trưởng) & một điệu nhảy chưa học (tái hiện phong cách trình diễn yêu thích trước đây)
- Tuần 8: Tuần biên đạo bất chợt (Instant Choreography Week) — Hai điệu nhảy chưa học (một điệu Standard và một điệu Latin)
- Tuần 9: Hai điệu nhảy cuối cùng chưa học (một điệu Latin và một điệu Standard với một phần solo trong bài nhảy Latin)
- Tuần 10 (Đêm 1): Điệu nhảy lại do giám khảo chọn (Judges' Redemption Dance), Freestyle
- Tuần 10 (Đêm 2): Điệu nhảy Standard yêu thích của mùa giải, nhảy Cha-Cha-Cha tập thể bất chợt (Instant Cha-Cha-Cha)

## Nội dung
| Cặp thí sinh           | 1              | 2         | 3       | 4               | 5         | 6          | 6            | 7                | 7              | 8               | 8           | 9           | 9               | 10         | 10        | 10             | 10          |
| ---------------------- | -------------- | --------- | ------- | --------------- | --------- | ---------- | ------------ | ---------------- | -------------- | --------------- | ----------- | ----------- | --------------- | ---------- | --------- | -------------- | ----------- |
| Jennifer & Derek       | Viennese Waltz | Jive      | Samba   | Argentine Tango | Foxtrot   | Paso Doble | Rock n' Roll | Team Cha-Cha-Cha | Tango          | Quickstep       | Rumba       | Cha-Cha-Cha | Waltz           | Paso Doble | Freestyle | Viennese Waltz | Cha-Cha-Cha |
| Kyle & Lacey           | Cha-Cha-Cha    | Quickstep | Waltz   | Rumba           | Foxtrot   | Tango      | Rock n' Roll | Team Cha-Cha-Cha | Paso Doble     | Viennese Waltz  | Jive        | Samba       | Argentine Tango | Foxtrot    | Freestyle | Tango          | Cha-Cha-Cha |
| Bristol & Mark         | Cha-Cha-Cha    | Quickstep | Foxtrot | Rumba           | Jive      | Tango      | Rock n' Roll | Team Cha-Cha-Cha | Viennese Waltz | Argentine Tango | Samba       | Paso Doble  | Waltz           | Jive       | Freestyle | Tango          | Cha-Cha-Cha |
| Brandy & Maks          | Viennese Waltz | Jive      | Samba   | Rumba           | Quickstep | Tango      | Rock n' Roll | Team Cha-Cha-Cha | Foxtrot        | Waltz           | Cha-Cha-Cha | Paso Doble  | Argentine Tango |            |           |                | Quickstep   |
| Kurt & Anna            | Viennese Waltz | Jive      | Foxtrot | Rumba           | Quickstep | Paso Doble | Rock n' Roll | Team Cha-Cha-Cha | Tango          | Waltz           | Cha-Cha-Cha |             |                 |            |           |                | Paso Doble  |
| Rick & Cheryl          | Viennese Waltz | Jive      | Samba   | Argentine Tango | Rumba     | Tango      | Rock n' Roll | Team Cha-Cha-Cha | Quickstep      |                 |             |             |                 |            |           |                | Paso Doble  |
| Audrina & Tony         | Cha-Cha-Cha    | Quickstep | Waltz   | Argentine Tango | Rumba     | Paso Doble | Rock n' Roll |                  |                |                 |             |             |                 |            |           |                |             |
| Florence & Corky       | Cha-Cha-Cha    | Quickstep | Waltz   | Rumba           | Tango     |            |              |                  |                |                 |             |             |                 |            |           |                | Samba       |
| The Situation & Karina | Cha-Cha-Cha    | Quickstep | Foxtrot | Argentine Tango |           |            |              |                  |                |                 |             |             |                 |            |           |                | Cha-Cha-Cha |
| Margaret & Louis       | Viennese Waltz | Jive      | Samba   |                 |           |            |              |                  |                |                 |             |             |                 |            |           |                | Samba       |
| Michael & Chelsie      | Viennese Waltz | Jive      |         |                 |           |            |              |                  |                |                 |             |             |                 |            |           |                |             |
| David & Kym            | Cha-Cha-Cha    |           |         |                 |           |            |              |                  |                |                 |             |             |                 |            |           |                | Cha-Cha-Cha |

     Vũ điệu có điểm số cao nhất (Tuần 4: tổng điểm cả điểm kỹ thuật và điểm thể hiện cao nhất, đồng thời ở mỗi đầu điểm cũng đều cao nhất)
     Vũ điệu có điểm số thấp nhất (Tuần 4: tổng điểm cả điểm kỹ thuật và điểm thể hiện thấp nhất, đồng thời ở mỗi đầu điểm cũng đều thấp nhất)
     Trình diễn nhưng không chấm điểm

## Những khách mời biểu diễn của DWTS ở đêm kết quả
| Ngày - Tuần       | Nghệ sĩ                             | Bài hát                        | Vũ công                                                                                                 |
| ----------------- | ----------------------------------- | ------------------------------ | --- |
| 21/9/2010 Tuần 1  | Santana                             | "Oye Como Va"                  | Corky Ballas, Cheryl Burke, Maksim Chmerkovskiy, Tony Dovolani, Kym Johnson, và Anna Trebunskaya        |
| 21/9/2010 Tuần 1  | Daughtry                            | "September"                    | Những chuyên nghiệp khách mời                                                                           |
| 21/9/2010 Tuần 1  | Santana & India.Arie                | "While My Guitar Gently Weeps" | Karina Smirnoff & Louis van Amstel                                                                      |
| 21/9/2010 Tuần 1  | Santana & Chris Daughtry            | "Photograph"                   | Mark Ballas, Chelsie Hightower, Derek Hough, và Lacey Schwimmer                                         |
| 28/9/2010 Tuần 2  | Janelle Monáe                       | "Tightrope"                    | Các vũ công của Monáe                                                                                   |
| 28/9/2010 Tuần 2  | Seal                                | "Weight of My Mistakes"        | Cheryl Burke, Chelsie Hightower, Kym Johnson, và Lacey Schwimmer                                        |
| 5/10/2010 Tuần 3  | Michael Bolton                      | "Hallelujah"                   | Anna Trebunskaya và Jonathan Roberts                                                                    |
| 5/10/2010 Tuần 3  | Ne-Yo                               | "One in a Million"             | Các vũ công của Ne-Yo                                                                                   |
| 5/10/2010 Tuần 3  | Mark Ballas & Valentin Chmerkovskiy | "Toxic"                        | Mark Ballas, Tanisha Belnap, Valentin Chmerkovskiy, và Lacey Schwimmer                                  |
| 12/10/2010 Tuần 4 | Goo Goo Dolls                       | "Iris" / "Not Broken"          | Chantel Aguirre, Dmitry Chaplin, Jason Glover, và Chelsie Hightower                                     |
| 12/10/2010 Tuần 4 | Florence and the Machine            | "Dog Days Are Over"            | Các vũ công của Florence and the Machine                                                                |
| 19/10/2010 Tuần 5 | Jason Derülo                        | "In My Head"                   | Các vũ công của Derülo                                                                                  |
| 19/10/2010 Tuần 5 | Jason Derülo                        | "Georgia on My Mind"           | Các chuyên nghiệp khách mời                                                                             |
| 19/10/2010 Tuần 5 | The Mwano family                    | "Beggin'"                      | Anh em nhà Mwano, Chelsie Hightower, Kym Johnson, Lacey Schwimmer, Karina Smirnoff, và Anna Trebunskaya |
| 19/10/2010 Tuần 5 | Shakira                             | "Loca"                         | Các vũ công của Shakira                                                                                 |
| 26/10/2010 Tuần 6 | Heart                               | "Barracuda"                    | Chelsie Hightower, Derek Hough, Peta Murgatroyd, Karina Smirnoff, Louis van Amstel, và Damian Whitewood |
| 26/10/2010 Tuần 6 | Kylie Minogue                       | "Get Outta My Way"             | Các vũ công của Minogue                                                                                 |
| 2/11/2010 Tuần 7  | Taylor Swift                        | "Mine"                         | Dmitry Chaplin, Tony Dovolani, Chelsie Hightower, và Lacey Schwimmer                                    |
| 2/11/2010 Tuần 7  | Taylor Swift                        | "White Horse"                  | Cùng với một đoạn video những khoảnh khắc đáng nhớ / các điệu nhảy                                      |
| 2/11/2010 Tuần 7  | Rod Stewart                         | "I Get a Kick out of You"      | Peta Murgatroyd và Damian Whitewood                                                                     |
| 9/11/2010 Tuần 8  | Taio Cruz                           | "Dynamite"                     | Dmitry Chaplin, Tony Dovolani, Chelsie Hightower, Kym Johnson, Peta Murgatroyd và Louis van Amstel      |
| 9/11/2010 Tuần 8  | John Legend & the Roots             | "Wake Up Everybody"            | Cheryl Burke, Maksim Chmerkovskiy, Tony Dovolani, và Chelsie Hightower                                  |
| 9/11/2010 Tuần 8  | John Legend & the Roots             | "Ordinary People"              | Mark Ballas và Jeanine Mason                                                                            |
| 9/11/2010 Tuần 8  | Emily Bear                          | "Tutti Frutti"                 | Tyler Goldman, Sophia Latessa, Eric Linder, và Rickie Taylor                                            |
| 16/11/2010 Tuần 9 | Annie Lennox                        | "Universal Child"              | Brandon Bryant và Britt Stewart                                                                         |
| 16/11/2010 Tuần 9 | Annie Lennox                        | "Little Bird"                  | Jaimie Goodwin, Jillian Meyers, Taja Riley và Ellenore Scott                                            |
| 16/11/2010 Tuần 9 | Enrique Iglesias                    | "I Like It"                    | Cheryl Burke, Dmitry Chaplin, Kym Johnson, Peta Murgatroyd, Louis van Amstel, và Damian Whitewood       |
| 23/11/2010        | Christina Aguilera                  | "Show Me How You Burlesque"    | Các vũ công của phim Burlesque                                                                          |
| 23/11/2010        | Christina Aguilera                  | "Beautiful"                    | Các vũ công của Aguilera                                                                                |

- Susan Boyle đã có lịch trình diễn vào ngày 5/10 ở đêm kết quả, nhưng không may cô bị nhiễm trùng cổ họng nên không thê tham gia. Michael Bolton đã tham gia trình diễn thay cho cô.

### Macy's Stars of Dance
| Ngày - Tuần         | Màn trình diễn                                                                     |
| ------------------- | ---------------------------------------------------------------------------------- |
| 28/9/2010 - Tuần 2  | Biên đạo bởi Rich & Tone                                                           |
| 12/10/2010 - Tuần 4 | Bài Tango bất hủ (Forever Tango)                                                   |
| 26/10/2010 - Tuần 6 | Ngôi trường của nhạc Rock (School of Rock) - Biên đạo bởi Travis Wall              |
| 2/11/2010 - Tuần 7  | "Bước trên thời gian (Step In Time)" trình diễn bởi các diễn viên của Mary Poppins |
| 16/11/2010 - Tuần 9 | Thiết kế bài nhảy (Design a Dance) - Cheryl Burke và Derek Hough                   |

- "Thiết kế bài nhảy (Design a Dance)" được thực hiện vào ngày 16 tháng 11, người xem đã bầu chọn từ tuần trước về điệu nhảy mà họ muốn (Cha-Cha-Cha), bài hát mà họ thích ("It's Still Rock and Roll to Me" - Billy Joel), và các chuyên nghiệp (Cheryl Burke và Derek Hough). Ngoài ra, Dancing with the Stars đã tổ chức một cuộc thi trực tuyến nơi mà người xem có thể gửi các ý tưởng (trang phục, câu chuyện,...) cho các điệu nhảy để có cơ hội để giành chiến thắng một chuyến du lịch miễn phí. Các khán giả bình chọn những ý tưởng đó vào vòng chung kết. Abby Stonewall Kapp từ Charlotte, Bắc Carolina, giành chiến thắng với ý tưởng về thập niên 50 cho khiêu vũ.[1]

## Lượng người xem
| Tuần | Số người xem (triệu) | Số người xem (triệu) |
| Tuần | Đêm trình diễn       | Đêm kết quả          |
| ---- | -------------------- | -------------------- |
| 1    | 21                   | 19                   |
| 2    | 22                   | 17                   |
| 3    | 19.51                | 16.41                |
| 4    | 19.8                 | 15.7                 |
| 5    | 20.4                 | 17.2                 |
| 6    | 19.7                 | 14.6                 |
| 7    | 19.9                 | 16.9                 |
| 8    | 20                   | 17                   |
| 9    | 20.67                | 17.43                |
| 10   | 23.7                 | 24.19                |

## Liên kết
- Official website of U.S Dancing with the Stars Lưu trữ ngày 4 tháng 7 năm 2008 tại Wayback Machine